# Reik
Reik é uma banda mexicana de Mexicali, Baixa Califórnia. Os integrantes são Jesús Navarro (vocalista), Julio Ramírez (guitarra acústica) e Gilberto "Bibi" Marín (guitarra elétrica). O nome da banda vem do inglês rake e o reflete a pronúncia correta do inglês quando lido pelos mexicanos.

## História
Reik se formou em meados de 2003, e lançaram seu primeiro disco homônimo no começo de 2004. Com grandes sucessos como "Yo Quisiera", "Qué Vida la Mía" e "Noviembre Sin Ti". Reik foi indicado para prêmios como o Los Premios MTV Latinoamérica 2005 e o Grammy Latino 2005.
Sua antecipada participação no MTV VMA Latino 2005 os coroaram com uma meteórica carreira que os levaram, no transcurso de um ano, de tocar em pequenos bares de sua cidade natal de Mexicali aos prêmios mais importantes da música em espanhol. Ganharam em 3 categorias: Melhor Grupo, Melhor Artista Mexicano e Melhor Novo Artista Mexicano, colocando-se como grandes ganhadores da noite, logo depois de Shakira.
O visual do grupo e sua música foram inspiradas no trio inglês BBMak. As influências desse grupo são: Robbie Williams, Further Seems Forever, Gustavo Cerati, Sin Bandera, Shakira, Maroon 5 (cuja música "This Love" cantaram várias vezes), Coldplay e Café Tacuba.
Reik foi indicado ao prêmio Orgulhosamente Latino nas categorias Melhor Vídeo do Ano, Melhor Canção do Ano e Melhor Grupo Latino. Lamentavelmente, não ganharam em nenhuma das categorias.

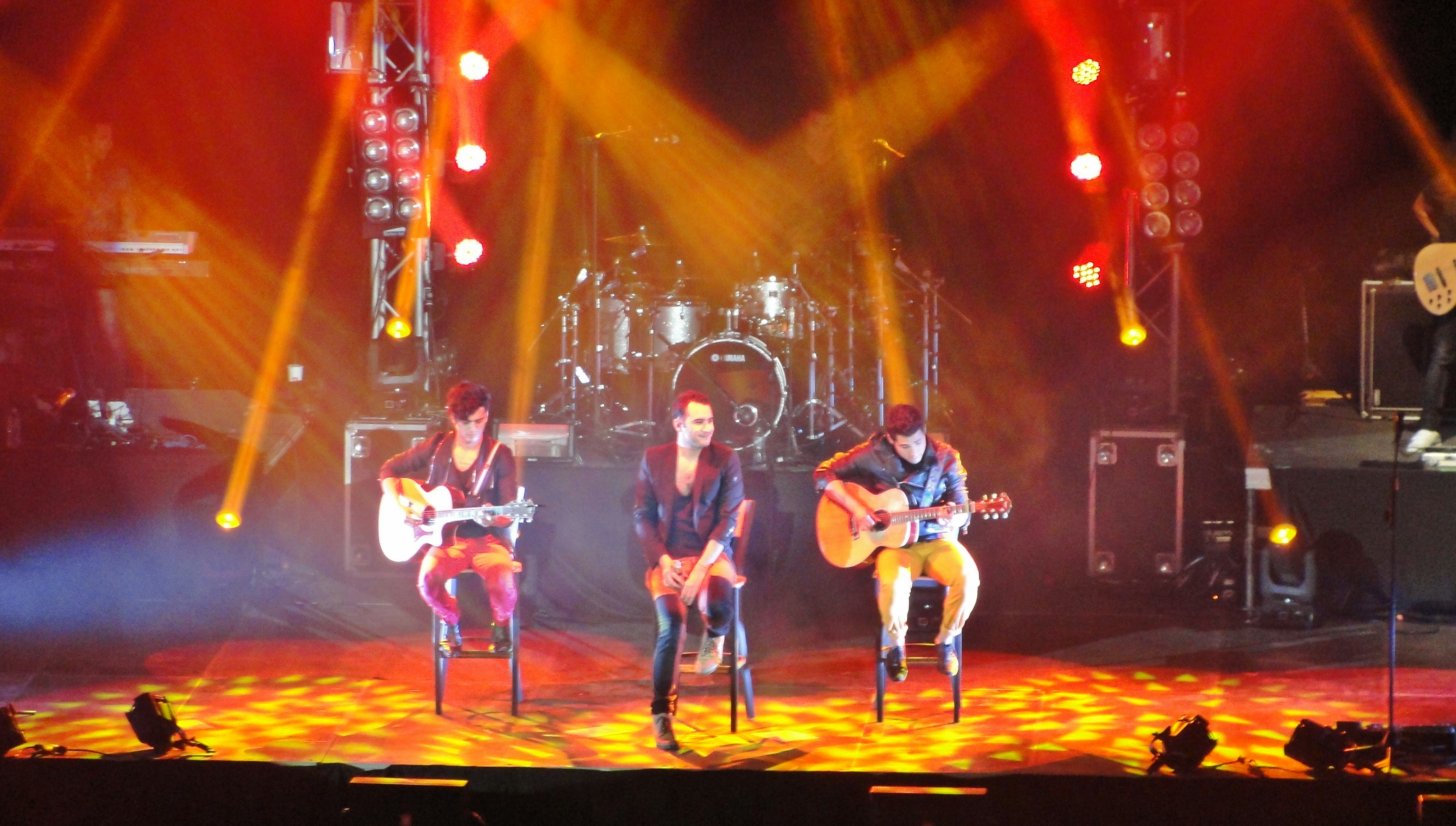
Reik no Texas em 2012.

Sua terceira produção discográfica intitulada Un Día Más, gravado na Argentina com Cachorro Lopez como produtor, que compôs 9 das 11 músicas do álbum. Seu primeiro single se chama Inolvidable. Em 2009, Reik gravou um dueto com a cantora e atriz Maite Perroni. Intitulada, "Mi Pecado", é tema da novela mexicana de mesmo nome, Mi Pecado, onde Maite é protagonista.
Seu quarto álbum se chama Peligro, gravado e mesclado em Sonic Ranch (Texas, Estados Unidos) por Fabrizio Simoncioni e produzido por Kiko Cibrián e Ettore Grenci. Em 4 de abril de 2011 é lançado o primeiro single chamado "Peligro". Em 26 de julho de 2011 se desprende o segundo single do álbum, chamado "Tu Mirada". Depois de vários experimentos de músicas como "Cálido y rojo", "Déjate llevar", "Igual a nada" e outras mais; Reik decide voltar as baladas, que sempre os caracterizou como grupo, o terceiro single se chama "Creo en ti" esta música tem um som acústico e balada, além de se tornar mais uma canção de sucesso do grupo, tendo inclusive uma versão em português para os fãs brasileiros "Creio em Você".
O quarto single se chama "Te fuiste de aqui" novo tema que é incluído na reedição do álbum Peligro. Desde então Reik tem lançado seu quinto single, "Con la cara en alto".
Em 2016, foram indicados indicado ao Grammy Latino de Melhor Álbum Vocal Pop Contemporâneo pelo álbum Des/Amor.

## Discografia

### Álbum de estúdio
- 2005: Reik
- 2006: Secuencia
- 2008: Un Día Más
- 2011: Peligro
- 2016: Des/Amor
- 2019: Ahora

### Ao vivo
- 2006: Sesión Metropolitana
- 2013: En Vivo desde el Auditorio Nacional

### Singles
| Ano  | Canção                             | Álbum                               |
| ---- | ---------------------------------- | ----------------------------------- |
| 2005 | "Yo Quisiera"                      | Reik                                |
| 2005 | "Qué Vida La Mía"                  | Reik                                |
| 2005 | "Noviembre Sin Ti"                 | Reik                                |
| 2006 | "Niña"                             | Reik                                |
| 2006 | "Vuelve"                           | Reik                                |
| 2006 | "Invierno"                         | Secuencia                           |
| 2007 | "Me Duele Amarte"                  | Secuencia                           |
| 2007 | "De Qué Sirve"                     | Secuencia                           |
| 2007 | "Sabes"                            | Secuencia                           |
| 2008 | "Inolvidable"                      | Un Día Más                          |
| 2009 | "Fui"                              | Un Día Más                          |
| 2009 | "No Desaparecerá"                  | Un Día Más                          |
| 2009 | "Voy A Estar"                      | Un Día Más                          |
| 2009 | "Mi Pecado" (com Maite Perroni)    | Nenhum álbum                        |
| 2011 | "Peligro"                          | Peligro                             |
| 2011 | "Tu Mirada"                        | Peligro                             |
| 2012 | "Creo En Ti"                       | Peligro                             |
| 2012 | "Te Fuiste De Aqui"                | Peligro                             |
| 2013 | "Dame Tu Amor" (com Inna)          | Party Never Ends                    |
| 2013 | "Con La Cara en Alto"              | En Vivo desde el Auditorio Nacional |
| 2015 | "Voy a Olvidarte"                  | Des/Amor                            |
| 2016 | "Ya Me Enteré"                     | Des/Amor                            |
| 2016 | "Spanglish"                        | Des/Amor                            |
| 2016 | "We Only Have Tonight"             | Des/Amor                            |
| 2016 | "Qué Gano Olvidándote"             | Des/Amor                            |
| 2018 | "Me Niego" (com Ozuna & Wisin)     | Ahora                               |
| 2018 | "Amigos con Derechos" (con Maluma) | Ahora                               |
| 2019 | "Duele" (com Wisin & Yandel)       | Ahora                               |
| 2019 | "Aleluya" (com Manuel Turizo)      | Ahora                               |

## Prêmios e indicações
- Grammy Latin

| Ano  | Indicado   | Categoria                            | Resultado |
| ---- | ---------- | ------------------------------------ | --------- |
| 2005 | Reik       | Artista Revelação                    | Indicado  |
| 2009 | Un Día Más | Melhor Álbum Pop de Dupla ou Grupo   | Venceu    |
| 2012 | Peligro    | Álbum do Ano                         | Indicado  |
| 2012 | Creo en Ti | Canção do Ano                        | Indicado  |
| 2016 | Des/Amor   | Melhor Álbum Vocal Pop Contemporâneo | Indicado  |

## MTV VMA LATINO
| Ano  | Indicado | Categoria                    | Resultado |
| ---- | -------- | ---------------------------- | --------- |
| 2005 | Reik     | Melhor Grupo                 | Venceu    |
| 2005 | Reik     | Melhor Artista Mexicano      | Venceu    |
| 2005 | Reik     | Melhor Novo Artista Mexicano | Venceu    |